# Мунаррис, Альберто
Альберто Мунаррис Эганья (исп. Alberto Munarriz Egaña; род. 19 мая 1994, Памплона) — испанский ватерполист, игрок клуба «Атлетик-Барселонета» и национальной сборной Испании. Серебряный призёр чемпионата Европы, победитель испанской национальной лиги и Кубка Испании, участник летних Олимпийских игр в Рио-де-Жанейро.

## Биография
Альберто Мунаррис родился 19 мая 1994 года в городе Памплона автономного сообщества Наварра, Испания.
На клубном уровне представлял сильнейшую испанскую команду «Атлетик-Барселонета», базирующуюся в Барселоне. Неоднократно становился с ней чемпионом испанской лиги, выигрывал Кубок Испании, Кубок Каталонии и другие трофеи.
Впервые вошёл в состав испанской национальной сборной в 2013 году, выступив на домашнем чемпионате мира в Барселоне — испанцы дошли здесь до четвертьфинала и в итоговом протоколе соревнований расположились на пятой строке.
В 2014 году Мунаррис побывал на чемпионате Европы в Будапеште, где занял со своей командой седьмое место.
Играл на европейском первенстве 2016 года в Белграде, заняв здесь пятое место, и на олимпийском квалификационном турнире в Триесте, став третьим. Благодаря череде удачных выступлений удостоился права защищать честь страны на летних Олимпийских играх в Рио-де-Жанейро. Испанцы заняли первое место в своей группе, одержав три победы, потерпев одно поражение, тогда как в одном из матчей была ничья. Однако на стадии четвертьфиналов со счётом 7:10 проиграли сборной Сербии и выбыли из плей-офф. В утешительном турнире уступили Греции и взяли верх над Бразилией, оказавшись тем самым на итоговом седьмом месте.
После Олимпиады Альберто Мунаррис остался в ватерпольной сборной Испании и продолжил принимать участие в крупнейших международных соревнованиях. Так, в 2018 году он занял четвёртое место на Средиземноморских играх в Таррагоне и завоевал серебряную медаль на чемпионате Европы в Барселоне — в решающем финальном матче его команда по пенальти уступила Сербии.